# Grand magasin Tietz
Pour les articles homonymes, voir Tietz.

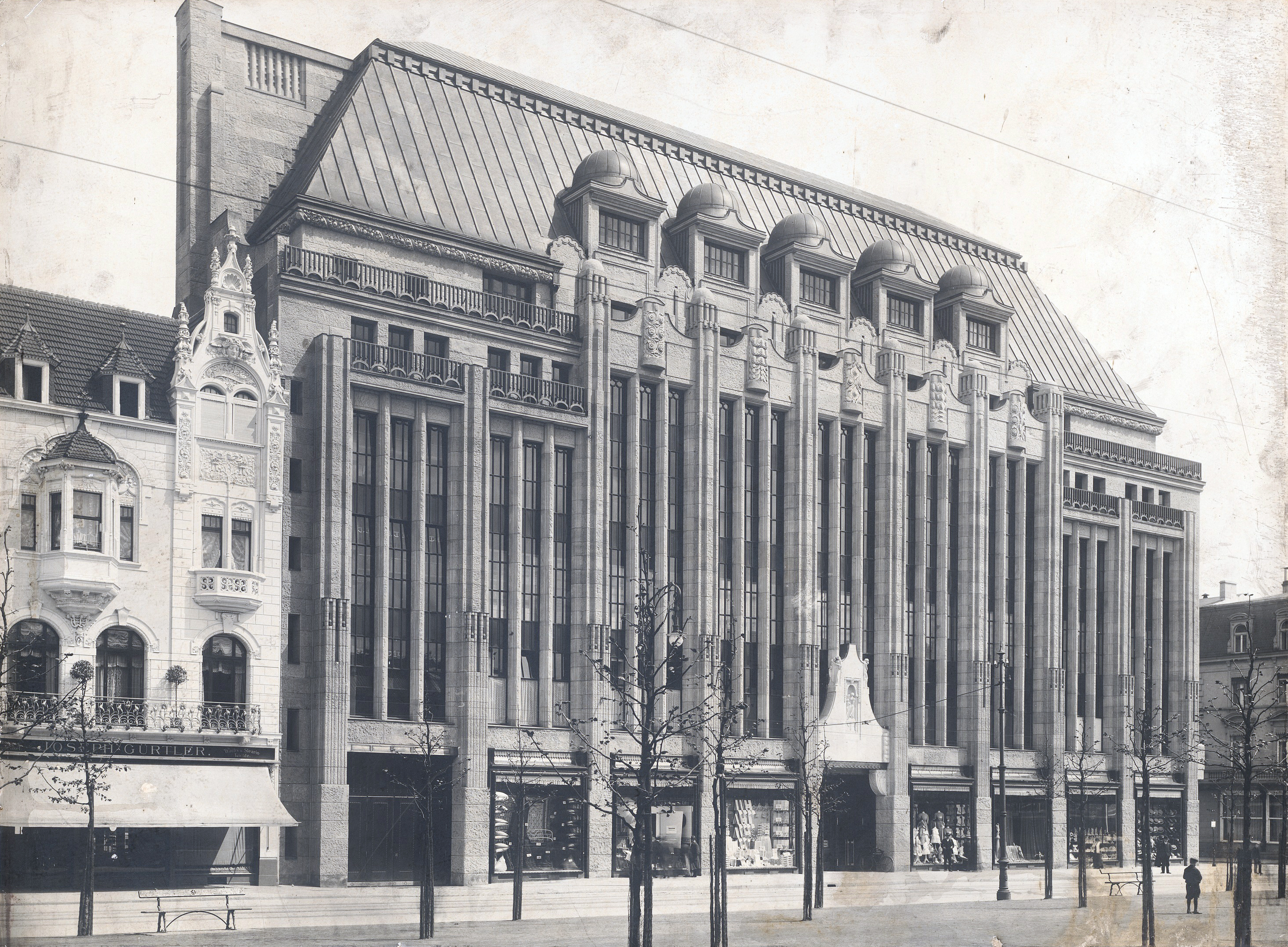
Grand magasin Tietz, sur Alleestraße, à gauche de celui-ci le (1913)

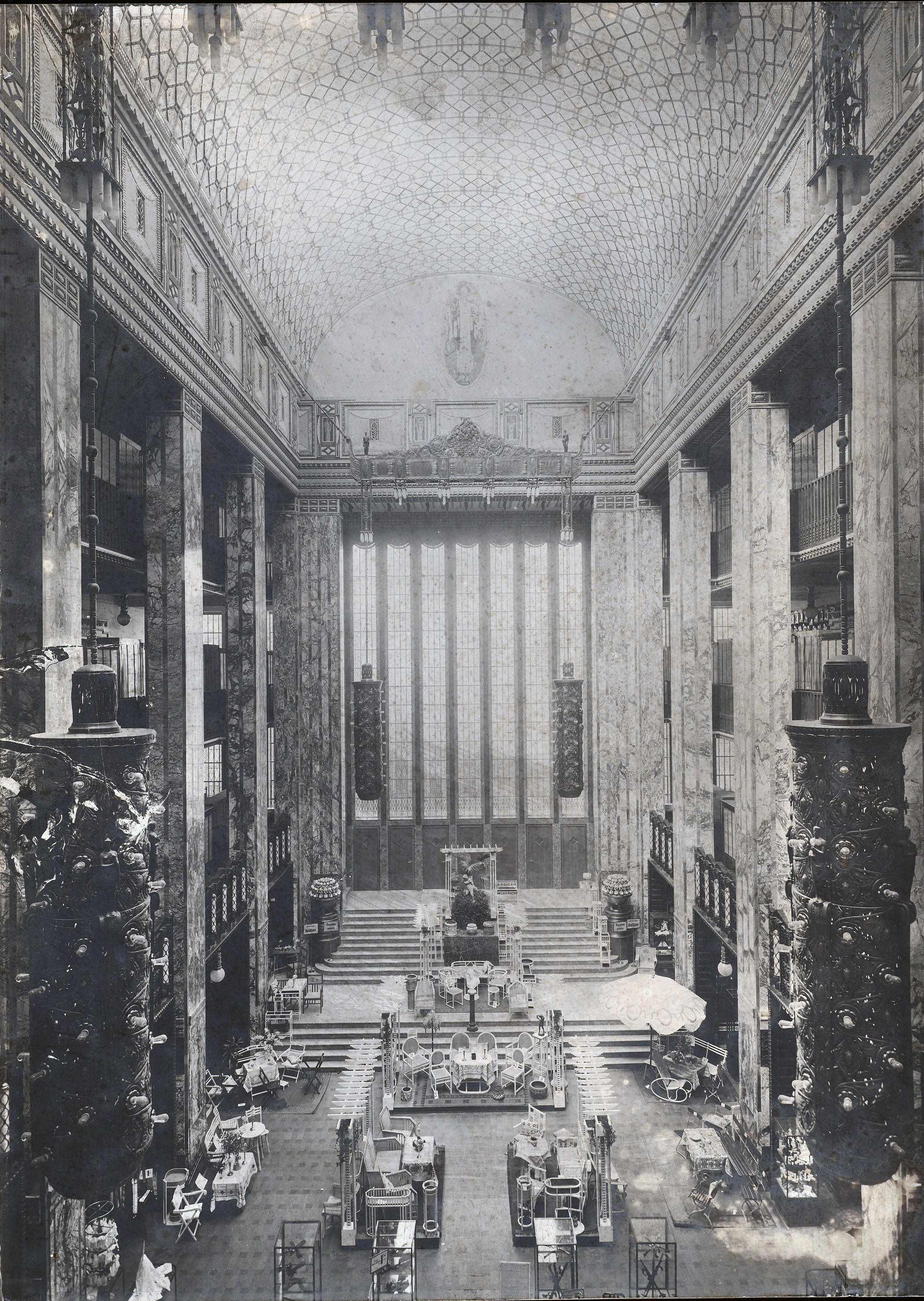
Grand magasin Tietz, cour avec verrière (1913)

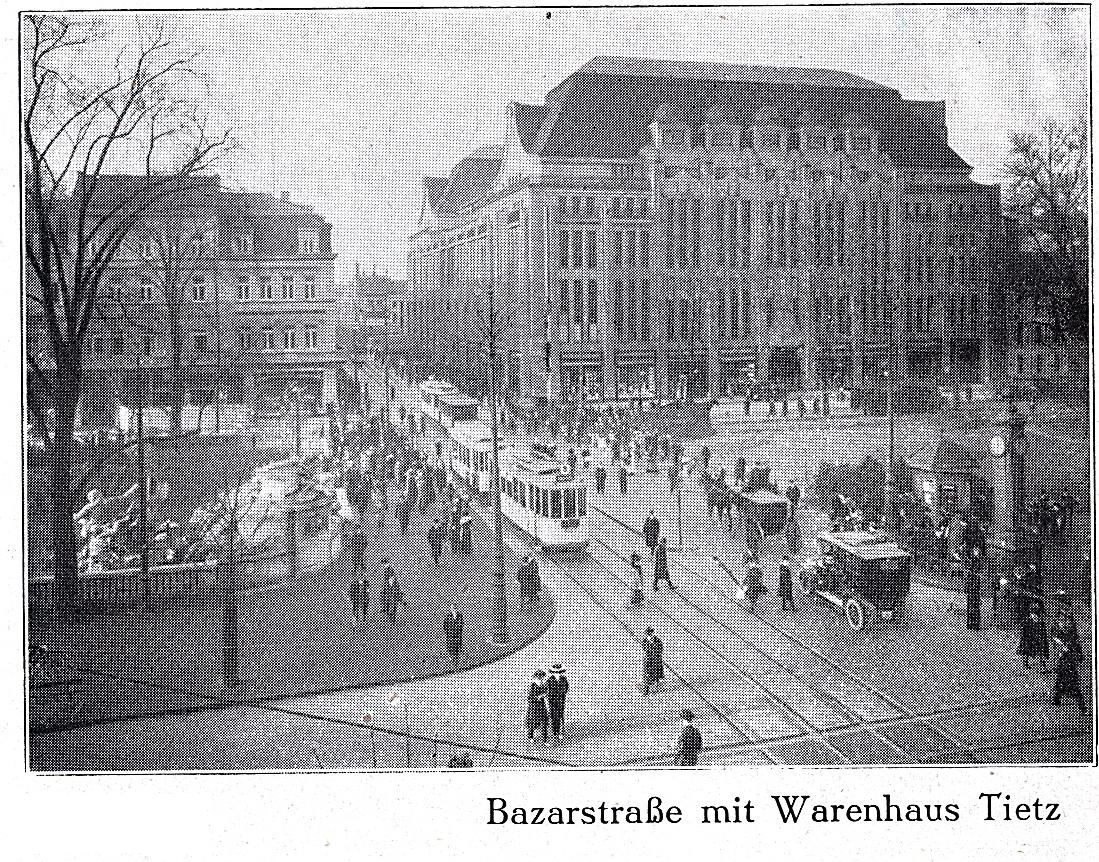
Grand magasin Tietz sur la Bazarstraße (aujourd'hui Theodor-Körner-Straße) au coin de la Königsallee

Le grand magasin Tietz sur Alleestraße (aujourd'hui Heinrich-Heine-Allee) à Düsseldorf est construit selon les plans de Joseph Maria Olbrich de 1907 à 1909 dans le style matériel et monumental de l'architecture réformée. La succursale appartient désormais au groupe de grands magasins Galeria Karstadt Kaufhof, successeur de l'ancien groupe Leonhard Tietz (opérant sous le nom de Kaufhof depuis 1933), qui l'exploite sous le nom de Galeria Kaufhof Düsseldorf Königsallee. La sculpture architecturale des façades extérieures est l'œuvre du sculpteur Johannes Knubel.

## Description
En 1906, "l'étape la plus importante dans le développement de l'architecture des grands magasins allemands après les bâtiments Wertheim (de) de Messel" est lancée avec le concours pour le magasin de Düsseldorf de Leonhard Tietz AG. La "grande importance" est que le modèle de l'aile Wertheim de Messel est transformé en une création plus pure et plus claire grâce à "l'abandon du décor historisant et est ainsi amélioré au-delà du modèle".
Le motif de la conception de la façade est simple : trois rangées de fenêtres sont séparées par des bandes murales étroites. L'ensemble de fenêtres en trois parties est flanqué de solides supports. La façade recule au niveau des quatrième et cinquième étages. Cela fragilise la « monumentalité du [...] toit mansardé ». Le bâtiment présente des "proportions considérables" et un "aspect monumental". C'est un exemple de la « monumentalisation progressive que l'on peut lire dans l'architecture des marchandises et des grands magasins de Rhénanie du début du siècle à la Première Guerre mondiale ». La maison Tietz à Düsseldorf établit "de nouvelles normes sur lesquelles les bâtiments les plus récents étaient basés". Cela s'applique en particulier à l'atrium de conception monumentale. Les salles d'exposition et de vente séparées telles que le salon des costumes, le salon des modèles de chapeaux, la buvette, la salle des tapis, le salon d'art ont été meublées à grands frais de matériaux précieux tels que divers types de bois, marbre et bronze.

## Histoire de l'art

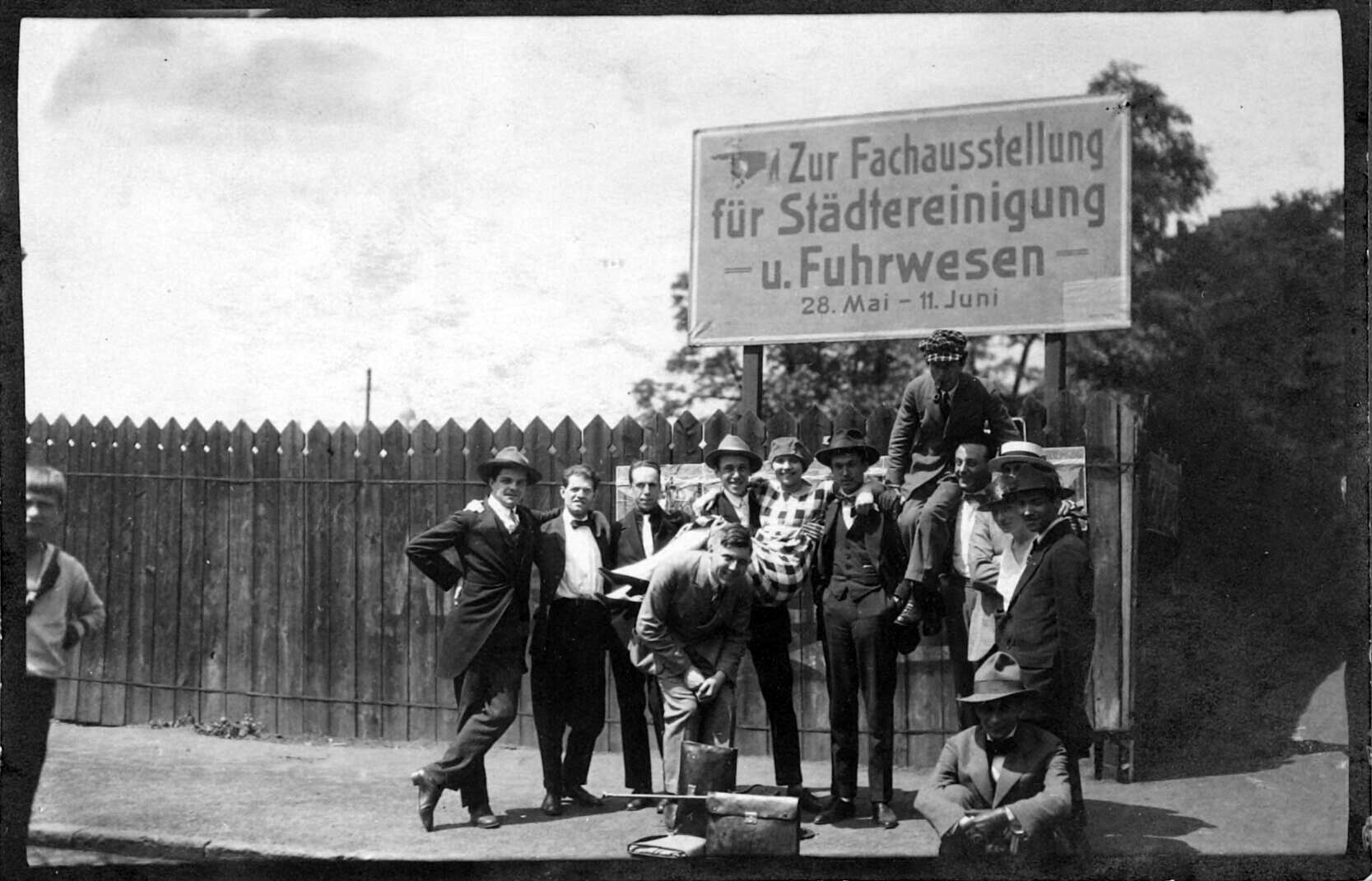
Photo de groupe du "Groupe constructiviste" au Congrès de l'Union des artistes progressistes internationaux à Düsseldorf, mai 1922

En 1917, l'exposition Die Kunst im Kriege a lieu dans le grand magasin, dans laquelle le peintre expressionniste de Düsseldorf Walter Ophey est également représenté.
En 1922, Adolf Uzarski, membre fondateur de l'association d'artistes La Jeune Rhénanie et ancien chef du service publicité du grand magasin, organise le 1er Exposition internationale d'art dans le grand magasin Tietz, à laquelle participent environ 340 peintres de 19 pays différents. L'exposition présentait des œuvres d'Alexandre Archipenko, Ernst Barlach, Marc Chagall, Giorgio de Chirico, Lyonel Feininger, Ernst Haeckel, Ernst Ludwig Kirchner, Wilhelm Lehmbruck et Pablo Picasso.
En lien avec cette exposition, le premier (et unique) congrès de l'Union internationale des artistes progressistes (de) se tient sous la direction de Gert Heinrich Wollheim du 29 au 31 mai 1922 dans le bâtiment gouvernemental du district de Düsseldorf (de). Ce congrès, auquel le mouvement d'artistes La Jeune Rhénanie a invité internationalement en janvier 1922, est un contre-événement d'inspiration internationaliste à la Grande Exposition d'Art de 1922 (de), qui se déroule au même moment à Düsseldorf. Ce contre-événement est à son tour dynamité par une « faction constructiviste », qui comprend Theo van Doesburg, Cornelis van Eesteren, Werner Graeff (de), Raoul Hausmann, El Lissitzky et Hans Richter, et qui se démarque par une autre conception plus radicale de l'art., qui est l'art compris comme "méthode d'organisation" et "outil du processus de travail général" pour le progrès de l'humanité,,.